# Ronald de Boer
Ronaldus „Ronald“ de Boer (* 15. Mai 1970 in Hoorn) ist ein ehemaliger niederländischer Fußballspieler. Sein zehn Minuten jüngerer Zwillingsbruder Frank de Boer ist ebenfalls ein bekannter Fußballspieler und spielte den Großteil seiner Karriere im selben Team. Ihr Vater ist der 1941 geborene Cees de Boer, der Anfang der 1960er ebenfalls kurzzeitig im Profifußball vertreten war, dabei allerdings nur zu sporadischen Einsätzen kam.

## Karriere
Seine Karriere begann 1987 bei Ajax Amsterdam, wo er bereits als Jugendspieler aktiv war. Er war Teil des legendären Ajax-Teams, das 1995 die Champions League gewann, außerdem  wurde er mehrmals niederländischer Meister und Pokalsieger. Zusammen mit seinem Zwillingsbruder Frank spielte er bis Januar 1999 bei Ajax (von Mitte 1991 bis Anfang 1993 spielte er leihweise beim FC Twente Enschede), bevor er mit seinem Bruder zum FC Barcelona wechselte. Mit dem holländischen Trainer Louis van Gaal wurde er 1999 mit dem FC Barcelona zwar spanischer Meister, konnte aber in seinen 13 Spielen kein Tor beisteuern. Nach einem weiteren enttäuschenden Jahr bei Barça, in dem ihm nur ein Tor gelang, wechselte er zu den Glasgow Rangers, wo sein Landsmann Dick Advocaat Trainer war. Nach einer schweren Knieverletzung zu Beginn entwickelte er sich bei den Rangers zum Stammspieler und war während der Meisterschaftssaison 2002/03 einer der Schlüsselspieler. 2004 wechselte er nach Katar zu Al-Rayyan Sport-Club. Ab 2005 spielte er beim Ligakonkurrenten Al-Shamal Sports Club, wo er im März 2008 aufgrund einer Wirbelverletzung im Nacken seine Karriere beenden musste.
Mit den Glasgow Rangers konnte er jeweils zweimal Meister und Pokalsieger werden.
Er absolvierte von 1993 bis 2003 67 Einsätze für die niederländische Fußballnationalmannschaft. Bei der WM 1998 verschoss er im Halbfinale einen entscheidenden Elfmeter gegen Brasilien.

## Erfolge und Auszeichnungen

### Verein
Ajax Amsterdam (1987–1998)
- Niederländische Meisterschaft: 1989/90, 1993/94, 1994/95, 1995/96, 1997/98
- Niederländischer Pokal: 1997/98
- Johan-Cruyff-Schaal: 1993, 1994, 1995
- UEFA Champions League: 1994/95
- Weltpokal: 1995
- UEFA Super Cup: 1995

FC Barcelona (1999–2000)
- Spanische Meisterschaft: 1998/99

Glasgow Rangers (2000–2004)
- Schottische Meisterschaft: 2002/03
- Schottischer Pokal: 2001/02, 2002/03
- Schottischer Ligapokal: 2002, 2002/03

### Nationalmannschaft
- Teilnahme an einer Fußball-Weltmeisterschaft: 1994 (3 Einsätze), 1998 (6 Einsätze/2 Tore)
- Teilnahme an einer Fußball-Europameisterschaft: 1996 (4 Einsätze), 2000 (3 Einsätze/1 Tor)

### Persönliche Ehrungen
- Fußballer des Jahres der Niederlande: 1994, 1996

## Privates
Zusammen mit seinem Bruder Frank ist Ronald de Boer als Wachsfigur im Berliner Madame Tussauds ausgestellt. Er und seine Ex-Frau haben gemeinsam drei Töchter. Mit seiner heutigen Lebensgefährtin hat er zwei Töchter und einen Sohn.
Nach seiner aktiven Karriere war er als Co-Kommentator und Spielanalyst bei Fernsehsendern wie Al Jazeera, SBS 6, dem niederländischen Ableger von FOX Sports oder Veronica tätig.